# Wet van Kleiber

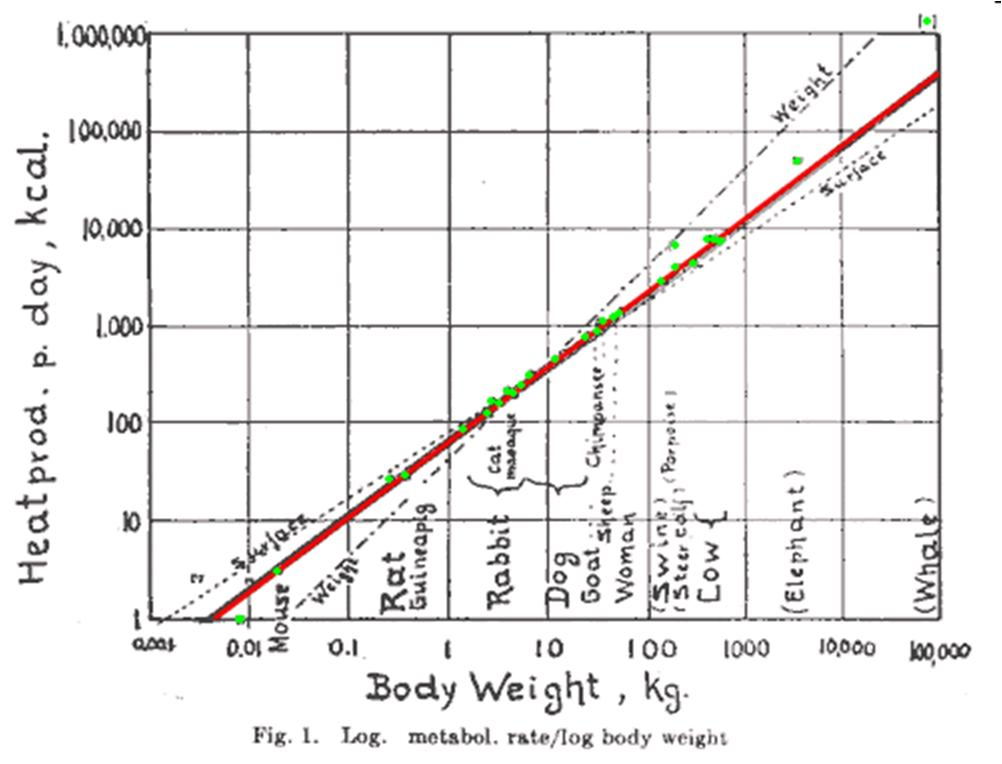
Kleibers grafiek vergelijkt voor verschillende soorten het lichaamsgewicht met stofwisseling.

De Wet van Kleiber is een fysiologische wet die het verband tussen massa en stofwisseling van dieren beschrijft. De wet zegt dat er geen rechtlijnig verband is tussen de massa van de levensvorm en het energieverbruik. Bij toenemend gewicht wordt relatief minder energie gebruikt. Het energieverbruik blijkt evenredig met de massa verheven tot de macht 0,75. Het is genoemd naar Max Kleiber, een Zwitserse bioloog, en gebaseerd op diens werk op het gebied van de biologie in het begin van de jaren dertig.
In formulevorm:
{\displaystyle E=c.m^{0,75}}
Hierin staat E voor het energieverbruik in kcal per dag en m voor de massa in kg en c een constante die niet afhankelijk is van het lichaamsgewicht. Zo zal een kat met een massa van 100 keer die van een muis in dezelfde tijdspanne slechts ongeveer 32 keer de energie verbruiken die de muis gebruikt. Voor planten geldt de wet niet, want dan is de exponent dicht bij één.